# Dario Maestrini
Dario Maestrini (Corciano, 3 marzo 1886 – Arezzo, 28 ottobre 1975) è stato un medico, fisiologo e scienziato italiano.
È noto per essere stato il precursore (1914) della Legge di Frank-Starling (1918) che egli chiamò Legge del cuore.